# Zurobata
Zurobata is een geslacht van vlinders van de familie Uilen (Noctuidae), uit de onderfamilie Acontiinae.

## Soorten
- Z. decorata Swinhoe, 1903
- Z. fissifascia Hampson, 1896
- Z. intractata Walker, 1864
- Z. reticulata Moore, 1882
- Z. rorata Walker, 1865
- Z. vacillans Walker, 1864